# Japanse spaniël
De Japanse spaniël of Japanse chin is een spaniël van Japanse afkomst. Het is een gezelschapshondje met een schofthoogte van 20 tot 27 cm en een gewicht van 2 tot 5 kg.
De Japanse spaniël wordt gemiddeld 12 tot 13 jaar oud. Kenmerken van het ras zijn:
- Groot hoofd
- Kleine, V-vormige oren
- Grote, donkere ogen
- Staart wordt over de rug gedragen
- Korte en brede snuit

Japanse spaniëls zijn leergierig, ze luisteren goed maar kunnen ook koppig zijn.